# پل اسکار
پل اسکار (به انگلیسی: Paul Oscar) (زاده ۱۶ مارس ۱۹۷۰) خواننده، ترانه‌سرا، دی‌جی ایسلندی است.
او نماینده ایسلند در مسابقه آواز یوروویژن ۱۹۹۷ بود.